# Flush the Fashion
Flush the Fashion je studiové album amerického zpěváka Alice Coopera, vydané v roce 1980. Album vyšlo u Warner Bros. Records a produkoval jej Roy Thomas Baker.

## Seznam skladeb
Všechny skladby napsal(i) Alice Cooper, Davey Johnstone a Fred Mandel , pokud není uvedeno jinak. 
| Pořadí         | Název                   | Autor                  | Délka |
| -------------- | ----------------------- | ---------------------- | ----- |
| 1.             | Talk Talk               | Sean Bonniwell         | 2:09  |
| 2.             | Clones (We're All)      | David Carron           | 3:03  |
| 3.             | Pain                    |                        | 4:06  |
| 4.             | Leather Boots           | Geoff Westen           | 1:36  |
| 5.             | Aspirin Damage          |                        | 2:57  |
| 6.             | Nuclear Infected        |                        | 2:14  |
| 7.             | Grim Facts              |                        | 3:24  |
| 8.             | Model Citizen           |                        | 2:39  |
| 9.             | Dance Yourself to Death | Cooper, Frank Crandall | 3:08  |
| 10.            | Headlines               |                        | 3:18  |
| Celková délka: | Celková délka:          | Celková délka:         | 28:29 |

## Sestava
- Alice Cooper - zpěv
- Davey Johnstone - kytara
- Fred Mandel - kytara, klávesy
- John Cooker Lopresti - baskytara
- Dennis Conway - bicí
- Howard Kaylan - doprovodný zpěv
- Mark Volman - doprovodný zpěv
- Keith Allison - doprovodný zpěv
- Joe Pizzulo - doprovodný zpěv
- Ricky Tierney - doprovodný zpěv

### Produkce
- Roy Thomas Baker - producent
- Ian Taylor - zvukový inženýr
- John Weaver - asistent zkukového inženýra